# Пальмировая пальма

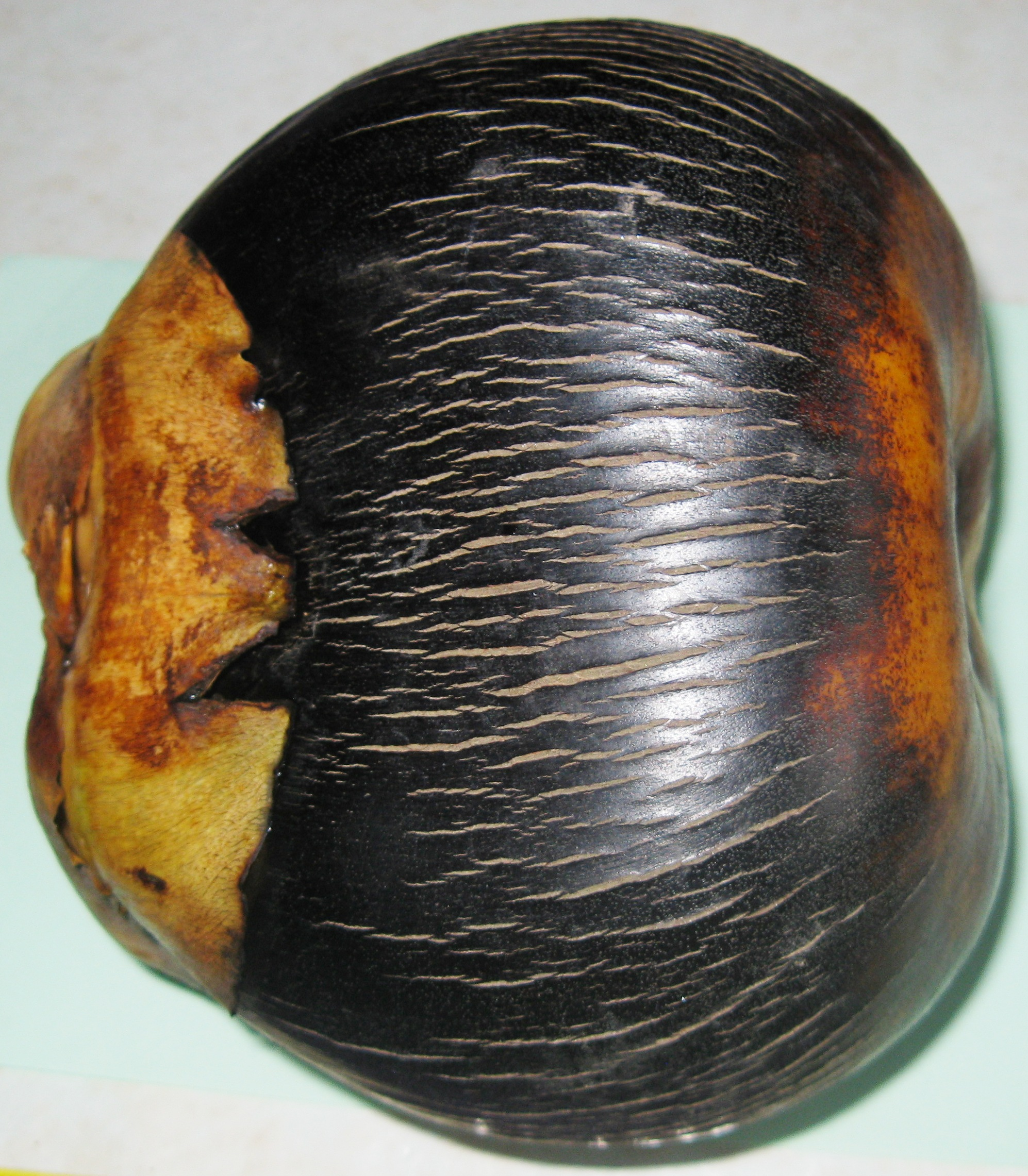
Плод пальмировой пальмы

Пальмировая пальма, или Пальми́ра (лат. Borassus flabellifer) — древовидное растение семейства Пальмовые.
Важное в экономическом отношении растение, с древних времён культивируемое в Индии и в Шри-Ланке.
Взрослые растения достигают высоты в 20 м (изредка вырастают до 30 м). Имеют густую крону из голубовато-зелёных листьев.
Пальмировая пальма — основной источник сырья для производства напитка тодди (пальмового вина) и один из ключевых источников сырья для пальмового сахара.
Широко используется в Аюрведе, особенно для лечения болезней печени и селезёнки.